# Enrico Betti
Enrico Betti (21. října 1823, Pistoia – 11. srpna 1892, Soiana) byl italský matematik, který se proslavil nejvíce prací z topologie z roku 1872, na jejímž základě po něm byla později pojmenována Bettiho čísla. Věnoval se také práci na teorii rovnic a přispěl tak ke Galoisově teorii. V neposlední řadě se věnoval mechanice, kde odvodil tzv. Bettiho teorém.
Studia na univerzitě v Pise dokončil v roce 1846. K jeho učitelům patřili Ottaviano-Fabrizio Mossotti a Carlo Matteucci. Sám následně na univerzitě vyučoval a v roce 1858 podnikl studijní cestu po Evropě s Francescem Brioschim a Felicem Casoratim, během které se setkal s Bernhardem Riemannem.
Zajímal se též o akademickou politiku a o politiku nově vzniklého italského státu.